# Maldonado (ville)
Pour les articles homonymes, voir Maldonado.
Maldonado est une municipalité et une ville d'Uruguay et la capitale du département de Maldonado. La ville est située sur les bords de l'océan Atlantique à la limite nord du Río de la Plata, dans la baie de Maldonado. Par sa population, elle est la cinquième ville de l'Uruguay.

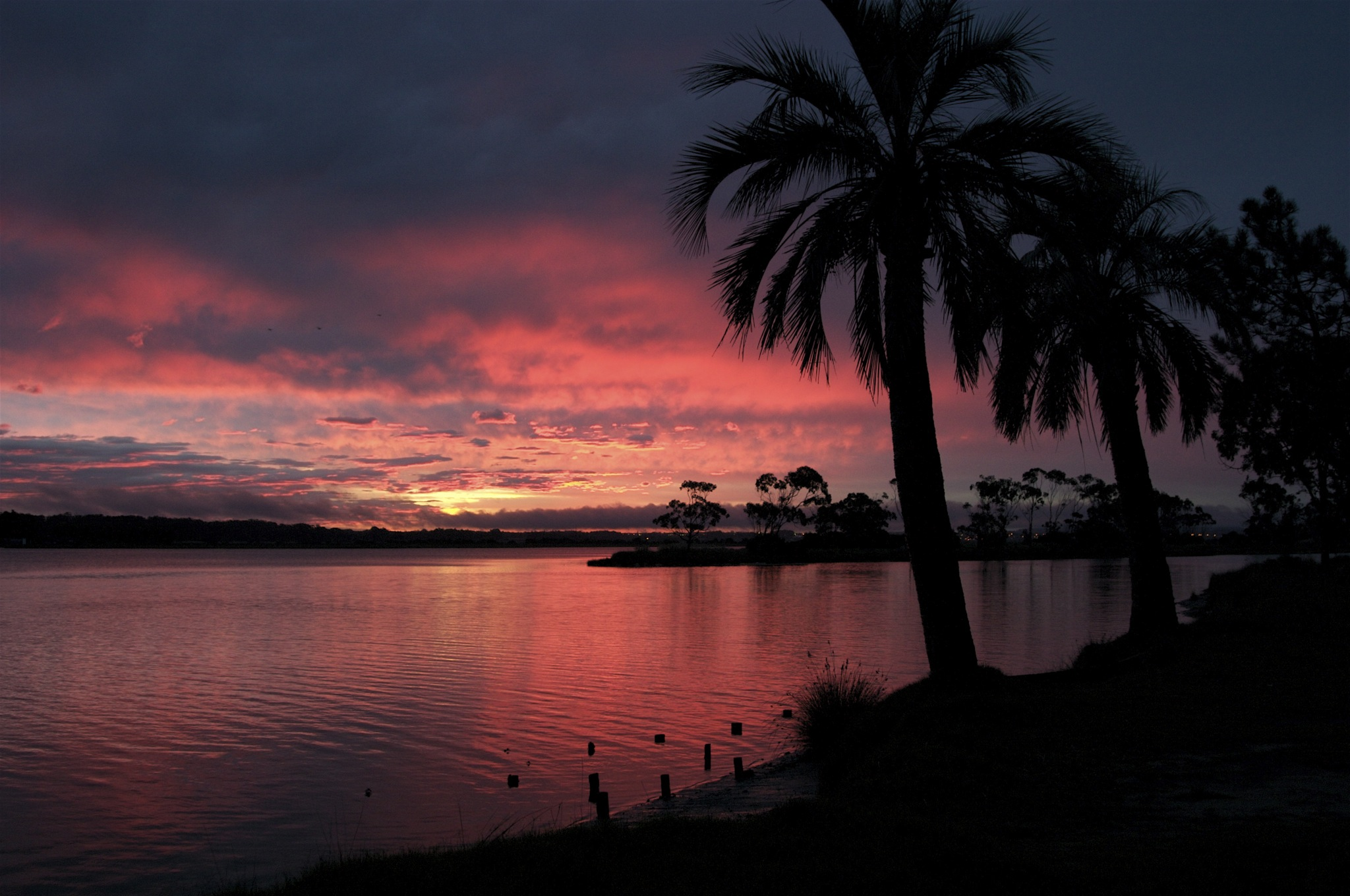
Maldonado vue depuis la plage de La Barra.

## Histoire
Bien que la région de Maldonado soit connue et que le secteur soit peuplé (très faiblement) dès 1600, c'est seulement en 1673 que les Espagnols découvrent le secteur sans pour autant lui attacher beaucoup d'importance.

Mais dans les années 1750, les Espagnols ont besoin d'une forteresse avancée pour lutter contre les autochtones qui attaquaient les navires et contre les Portugais qui voulaient prendre possession du territoire. L'État d'Espagne envoya donc l'ordre de construire une ville le 16 juillet 1754 et celle-ci fut fondée par le gouverneur Joaquin de Viana en août 1755. Enfin le 26 août 1757, le roi d'Espagne Ferdinand VI reçut la confirmation de la création de la ville habitée par 104 colons, plus les 13 familles qui habitaient là avant l'arrivée de Viana. Le jour officiel de la fondation est le 19 octobre 1754 puisque celle-ci n'avait pas de nom avant cette date. La ville fut alors nommée San Fernando de Maldonado pour faire honneur au roi d'Espagne. Puis resta uniquement le nom de Maldonado.

## Bâtiments importants
- La Cathédrale San Fernando de Maldonado construite sur la place centrale de la ville et terminée en 1895
- Le Cuartel de Dragones (le baraquement des Dragons) est la caserne militaire édifiée entre 1771 et 1797.
- La Torre del Vigia (la tour de la montre) est une tour de guet de 13 mètres de haut construite en 1800 d'où les guetteurs pouvaient voir tout le Río de la Plata.

## Sport
Le CD Maldonado est un club de football participant au championnat d'Uruguay de football D2.

## Relations internationales

### Jumelages
La ville de Maldonado est jumelée avec les villes suivantes :
- La Plata, Argentine[3]
- Gramado, Brésil
- Corvera de Asturias, Espagne
- Comté de Miami-Dade (Floride), États-Unis
- Cancún, Mexique